# Zaginiony w akcji
Zaginiony w akcji (ang. Missing in Action) – amerykański film fabularny (dramat wojenny) z 1984 roku w reżyserii Josepha Zito. W roli głównej wystąpił w nim Chuck Norris, gwiazdor kina akcji.
W Polsce lat osiemdziesiątych, w okresie boomu na magnetowidy, film był jednym z popularnych tytułów wśród miłośników kaset wideo.

## Fabuła
Wojna wietnamska. Pułkownik Braddock zostaje pojmany. Jest więziony w strasznych warunkach i torturowany. Choć po siedmiu latach udaje mu się zbiec, postanawia powrócić na kontynent azjatycki i walczyć o uwolnienie przetrzymywanych towarzyszy broni.

## Obsada
- Chuck Norris – pułkownik James Braddock
- M. Emmet Walsh – Tuck
- David Tress – senator Porter
- Lenore Kasdorf – Ann
- James Hong – generał Trau